# Jean Grancolas
Jean Grancolas (* im Mai 1660 in Châteaudun, Département Eure-et-Loir; † 1. August 1732 in Paris) war ein französischer Theologe. Er beschäftigte sich vor allem mit den Ursprüngen und der Entwicklung der kirchlichen Liturgie.

## Leben
Jean Grancolas trat in den geistlichen Stand ein und erlangte nach der Beendigung seiner theologischen Studien und einer Disputation am 17. März 1685 von der Sorbonne die theologische Doktorwürde. Danach wurde er Kaplan beim Herzog Philippe von Orléans, einem Bruder des französischen Königs Ludwig XIV. Nach dessen Tod (1701) hielt er ihm die Leichenrede, die aber den Sohn des Herzogs, den späteren Regenten Philippe von Orléans, so wenig befriedigte, dass dieser ihn, obgleich er alle sonstigen Beamten seines Vaters behielt, den Abschied gab.
Grancolas wurde nach 1704 Kaplan zu Saint-Benoît und bekleidete dieses Amt lebenslang, ohne Schritte zur Erlangung eines einträglicheren Postens zu unternehmen. Er hatte einen unverträglichen Charakter und sein Benehmen wirkte ziemlich roh, sodass ihn sogar seine Standesgenossen mieden. Bei den Prüfungen, deren Absolvierung zum Erhalt des theologischen Doktorgrads durch die Sorbonne notwendig war, bewies er eine so unerbittliche Strenge, dass er bei den Kandidaten gefürchtet war. Wenn er also auch keine Liebenswürdigkeit zeigte, so leistete er doch der Sorbonne durch seine ausgedehnten Kenntnisse große Dienste. Er starb am 1. August 1732 im Alter von 72 Jahren in Paris.

## Werke
Grancolas war ein entschiedener Gegner aller Neuerungen in der theologischen Wissenschaft, die in seiner Zeit der Kirche große Sorgen bereiteten, und suchte sie auf jede Weise zu bekämpfen. Er soll auch, wie der Abbé Barral beißend bemerkt, der einzige gewesen sein, der sich in den Versammlungen der Fakultät in der lateinischen Sprache geläufig auszudrücken wusste; dagegen habe er in seiner Muttersprache desto schlechter geschrieben. Seine wissenschaftliche Tätigkeit richtete er hauptsächlich auf die Erforschung der kirchlichen Altertümer, insbesondere des Ursprungs und der Fortbildung der verschiedenen Liturgien. Trotz des in seinen Werken erkennbarem großem Wissen auf diesem Gebiet der Theologie sind seine Schriften wenig anziehend zu lesen, da ihnen u. a. Ordnung und Methode im Arrangement und in der Verbindung der verschiedenen Argumente in einer theologischen Erörterung fehlen. Häufig übte er eine verfehlte, kurzsichtige Kritik an liturgischen Einrichtungen und Formen der Kirche.
Die Ergebnisse seiner Forschungen legte Grancolas in mehreren Werken nieder, unter denen seine Traktate Les anciennes liturgies, ou la manière dont a dit la sainte messe dans chaque siècle dans les églises d’Orient et dans celles d’Occident (Paris 1697) und Ancien sacramentaire de l’église, où sont toutes les pratiques qui s’observaient dans l’administration des sacraments chez les Grecs et les Latins (2 Bände, Paris 1698–99) die herausragendsten sind.
In dem erstgenannten Werk führt Grancolas die bei der Messe übliche Liturgie auf die Einsetzung des Abendmahls durch Jesus Christus durch Ausstreckung und Auflegung der Hände zurück und sucht zu zeigen, dass zur Zeit der Apostel die Zeremonien und Gebete noch ebenso einfach gewesen seien, die angeblich ältesten Liturgien unecht seien, die griechische Liturgie die älteste sei und die römische ihr Vieles entlehnt habe. Er kommt zu dem Schluss, dass die neuzeitliche römische Liturgie erst nach Gregor I. ihre völlige Ausbildung erhielt. Er teilt den Inhalt der unechten Liturgien mit und erklärt die Bedeutung der echten. Dieselbe Darstellungsweise wendet er auch in dem zweiten Werk an, das sich mit der Einrichtung der Kirchengebäude, mit der Spendung des Abendmahls, der Buße, der Taufe sowie der Firmung befasst und das Alte von dem Neueren und das Echte von dem Falschen zu scheiden versucht.
Die weiteren zahlreichen Schriften von Grancolas sind größtenteils verwandten Inhalts. Von den Sakramenten im Allgemeinen handeln sein als Erstes von ihm veröffentlichtes Werk (Traité de l’antiquité des cérémonies des sacrements, Paris 1692), das günstig aufgenommen wurde, sowie Le Quiétisme contraire à la doctrine des sacrements (Paris 1695). Im letzteren Werk widmet er sich dem von ihm als Häresie betrachteten Quietismus und entwickelt darin eine Darstellung der Doktrin des spanischen Priesters Miguel de Molinos, eines führenden Verfechters des Quietismus, sowie die Widerlegung von dessen Lehre anhand der Bibel und der Tradition der Kirchenväter. Ferner macht er darin auch Mitteilungen über die Lebensverhältnisse dieses Mystikers. Seine Schrift fand allerdings nur geringe Beachtung.
Die Lehre von der Erbsünde und der Taufe erörtert Grancolas in Tradition de l’église sur le péché originel et sur la réprobation des enfants morts sans baptême (Paris, 1698). Von der Beichte handeln folgende Werke:
- La science des confesseurs ou la manière d’administrer le sacrement de pénitence, Paris 1696
- L’ancienne discipline de l’église sur la confession et sur les pratiques les plus importantes de la pénitence, Paris 1697
- L’ancien pénitentiel de l’église, ou les pénitences que l’on imposait autrefois pour chaque péché et les devoirs de tous les états et professions prescrits par les saints-pères et par les conciles, Paris 1698

Grancolas verfasste auch Traktate über die liturgische Feier der Eucharistie:
- De l’intinction, ou de la coutume de tremper le pain consacré dans le vin, Paris 1693
- Histoire de la communion sous une seule espèce, avec un traité de la concomitance, ou de la présence du corps et du sang de Jésus-Christ sous chaque espèce, Paris 1696

Über die Messe schrieb Grancolas folgende Abhandlungen:
- Heures sacrées, ou exercice du chrétien pour entendre la messe et pour approcher des sacrements, tiré de l’écriture sainte, Paris 1697
- Traité de la messe et de l’office divin, Paris 1713
- Dissertations sur les messes quotidiennes et sur la confession, Paris 1715

Ferner verdienen Beachtung Grancolas’ Kommentar über das römische Brevier (Commentaire historique sur le bréviaire romain, Bd. 1, Paris 1700, Bd. 2, Paris 1727) nebst dem Laienbrevier (Le bréviaire des laïques, ou l’office divin abrégé, Paris 1715). Der Kommentar über das Brevier fand insbesondere in lateinischer Übersetzung (Commentarius historicus in romanum breviarium …, Antwerpen und Venedig 1734) große Verbreitung. Grancolas, der mit einer seiner ganzen Zeit eigentümlichen Einseitigkeit die liturgische Entwicklung zur Praxis der Alten Kirche zurückdrängen möchte, verlangte eine neue Klassifizierung der Feste. Aus der Reihe der Feste ersten Rangs sei nicht bloß jegliches Fest Marias oder eines Heiligen, sondern auch Fronleichnam zu entfernen, weil es eine neuere Solennität sei. In der Fastenzeit dürften, höchstens mit Ausnahme von Mariä Verkündigung und dem Josefstag, keine Feste der Heiligen gefeiert werden, wie dies von alters her Brauch sei. Auch seien die Offizien der Heiligen zu reduzieren.
Ein brauchbares Handbuch für die Literatur der Kirchenväter lieferte Grancolas in seiner Critique abrégée des ouvrages des auteurs ecclésiastiques (2 Bände, Paris 1716), obschon die wirkliche Kritik gerade die schwächste Seite dieses Werks ist. Dass Grancolas aber mit diesem Zweig der theologischen Literatur sehr vertraut war, beweist die Bearbeitung der Katechesen des heiligen Kyrill von Jerusalem (Les catéchèses de Saint Cyrille de Jérusalem, avec des notes et des dissertations, Paris 1715). Eine gewisse Bedeutung haben auch seine Schriften über den Religionsunterricht im Allgemeinen (Instructions sur la religion tirées de l’écriture sainte, Paris 1693), über die Moral (Traité de morale en forme d’entretien, 2 Bände, Paris 1699) und über das Jubiläum (Instruction sur le jubilé, avec des résolutions de plusieurs cas sur cette matière, Paris 1722).
Grancolas’ Übersetzung des bekannten Buchs von der Nachfolge Christi (L’imitation de Jésus-Christ, traduction nouvelle précédée d’une dissertation sur l’auteur de ce livre, Paris 1729) ist nicht gelungen und nur wegen der Einleitung erwähnenswert. Er behauptet nämlich darin, dieses Erbauungsbuch rühre weder vom heiligen Bernhard, noch vom heiligen Bonaventura, noch von Thomas von Kempen, noch von Gerson her, sondern der wahre Verfasser des Werks sei höchstwahrscheinlich Ubertinus de Casale, ein Franziskanermönch des 13. und 14. Jahrhunderts. Diese Ansicht wurde auch schon von anderen Theologen aufgestellt, aber mehrfach und gründlich widerlegt.
Zur Kenntnis der französischen Kultur liefert Grancolas’ Geschichte der Kirche und der Universität von Paris (Histoire abrégée de l’église, de la ville et de l’université de Paris, 2 Bände, Paris 1728) manchen wertvollen Beitrag, da der Verfasser ohne Rückhalt seinen Tadel auch über hochstehende Personen, insbesondere über den Kardinal Noailles, ausspricht, weshalb auch das Buch unterdrückt wurde und selten ist.